# Josep Maria Bartomeu
Josep Maria Bartomeu Floreta (ur. 6 lutego 1963 w Barcelonie) – hiszpański działacz sportowy, w latach 2014–2020 prezes FC Barcelona, wcześniej wiceprezes klubu ds. sportowych.

## Życiorys
Josep Maria Bartomeu jest od 1974 roku socios Barcelony, w latach 2003–2005 był członkiem dyrekcji odpowiedzialnym za sekcję koszykarską FC Barcelony. W czerwcu 2005 roku zrezygnował z tej funkcji z powodu braku porozumienia z ówczesnym prezesem klubu, Joanem Laportą. Po wygranych przez Sandro Rosella wyborach na prezesa FC Barcelony w 2010 roku został wiceprezesem klubu ds. sportowych. W styczniu 2014 roku, po rezygnacji Rosella, Josep Maria Bartomeu został prezesem klubu. Poza tym jest członkiem oraz dyrektorem generalnym dwóch firm: ADELTE Group, światowego lidera w budowie i dostawie innowacyjnych rozwiązań technicznych i zaawansowanych usług tego sektora dla portów i lotnisk, oraz EFS Equipo Facility Services, zespołu firm, zajmujących się obsługą techniczną terminali i urządzeń elektromagnetycznych. 27 października 2020 roku poinformował o rezygnacji z funkcji prezesa klubu FC Barcelona.

## Kłopoty z prawem
1 marca 2021 roku Bartomeu został aresztowany przez policjantów z Centralnego Obszaru Przestępstw Gospodarczych Wydziału Śledczego w związku ze sprawą „Barcagate”, polegającą na rzekomym wynajęciu przez zarząd FC Barcelona osób trzecich do niszczenia wizerunku ludzi, którzy sprzeciwiali się prezesurze Bartomeu.

## Życie prywatne
Jest żonaty, ma dwójkę dzieci.